# Nati nel 1985/Dicembre
| Questa pagina contiene informazioni ricavate automaticamente dalle voci biografiche con l'ausilio del template Bio e di un bot. L'aggiornamento è periodico e automatico e ricostruisce completamente la pagina. Se manca una persona in questa lista, sei pregato di non aggiungerla, ma accertati piuttosto che la sua voce biografica contenga il template Bio e che i dati anagrafici siano correttamente compilati. Se il template Bio manca, inseriscilo tu stesso o, in alternativa, metti l'avviso {{tmp\|Bio}} che ne segnala la mancanza. Se i dati riportati sono sbagliati, correggi direttamente la voce biografica; le modifiche saranno visibili in questa lista entro pochi giorni. Per chiarimenti vedi il progetto biografie. La lista contiene solo le 428 persone che sono citate nell'enciclopedia e per le quali è stato implementato correttamente il template Bio. Pagina aggiornata al 18 ago 2025. |

- 1º dicembre - Andretti Bain, velocista bahamense
- 1º dicembre - Donia Samir Ghanem, attrice e cantante egiziana
- 1º dicembre - Petter Eliassen, fondista norvegese
- 1º dicembre - Pierluigi Frattali, allenatore di calcio e ex calciatore italiano
- 1º dicembre - Ilfenesh Hadera, attrice statunitense
- 1º dicembre - Ali Kanaan, cestista libanese
- 1º dicembre - Marko Krasić, calciatore serbo
- 1º dicembre - Nathalie Moellhausen, schermitrice italiana
- 1º dicembre - Janelle Monáe, cantautrice, attrice e attivista statunitense
- 1º dicembre - Roberto Ovelar, calciatore paraguaiano
- 1º dicembre - Rigoberto Padilla, calciatore honduregno
- 1º dicembre - Chanel Preston, attrice pornografica statunitense
- 1º dicembre - Alicja Rosolska, tennista polacca
- 1º dicembre - Rexley Tarivuti, calciatore vanuatuano
- 1º dicembre - Filippo Tenti, conduttore televisivo, produttore televisivo e esploratore italiano
- 1º dicembre - Yonda Thomas, attore sudafricano
- 1º dicembre - Emiliano Viviano, ex calciatore italiano
- 1º dicembre - Björn Vleminckx, ex calciatore belga
- 2 dicembre - Rebecca Angus, calciatrice britannica
- 2 dicembre - Alberto de la Bella, ex calciatore spagnolo
- 2 dicembre - Dean Brill, allenatore di calcio e ex calciatore inglese
- 2 dicembre - Dmytro Hryško, allenatore di calcio e ex calciatore ucraino
- 2 dicembre - Emily Jacobson, schermitrice statunitense
- 2 dicembre - Amaury Leveaux, ex nuotatore francese
- 2 dicembre - Matija Poščić, ex cestista croato
- 2 dicembre - Biel Ribas, calciatore spagnolo
- 2 dicembre - Mirko Savone, attore e doppiatore italiano
- 2 dicembre - Pape Habib Sow, ex calciatore senegalese
- 2 dicembre - Sabina Veit, ex velocista slovena
- 2 dicembre - Dorell Wright, ex cestista statunitense
- 3 dicembre - Ever Cantero, calciatore paraguaiano
- 3 dicembre - László Cseh, ex nuotatore ungherese
- 3 dicembre - Zander Diamond, allenatore di calcio e ex calciatore scozzese
- 3 dicembre - Josep Antonio Gómes, calciatore andorrano
- 3 dicembre - Filippa Hamilton, modella francese
- 3 dicembre - Miguel Lasso, calciatore e giocatore di calcio a 5 panamense († 2013)
- 3 dicembre - Melissa Panarello, scrittrice italiana
- 3 dicembre - Mike Randolph, ex calciatore statunitense
- 3 dicembre - Brian Roberts, ex cestista statunitense
- 3 dicembre - Amanda Seyfried, attrice, cantante e modella statunitense
- 3 dicembre - Robert Swift, ex cestista statunitense
- 3 dicembre - Marcus Williams, ex cestista statunitense
- 3 dicembre - Zhao Xuri, calciatore cinese
- 4 dicembre - Thomas Bersinger, canoista francese
- 4 dicembre - Stephen Dawson, ex calciatore irlandese
- 4 dicembre - Ektor, rapper ceco
- 4 dicembre - Sebastián Izaguirre, ex cestista uruguaiano
- 4 dicembre - Javi Lara, ex calciatore spagnolo
- 4 dicembre - Ibtihaj Muhammad, schermitrice e imprenditrice statunitense
- 4 dicembre - Ronald Ortiz-Magro, personaggio televisivo statunitense
- 4 dicembre - Jorginho, ex calciatore brasiliano
- 4 dicembre - Krista Siegfrids, cantante finlandese
- 4 dicembre - Emanuel Silva, canoista portoghese
- 4 dicembre - Nathan Stewart-Jarrett, attore britannico
- 4 dicembre - Tiffany Welford, ex tennista australiana
- 4 dicembre - Rodrigo Tiuí, ex calciatore brasiliano
- 5 dicembre - David Álvarez, calciatore honduregno
- 5 dicembre - McJoe Arroyo, pugile portoricano
- 5 dicembre - McWilliams Arroyo, pugile portoricano
- 5 dicembre - Mehdi Dehbi, attore belga
- 5 dicembre - Aaron Doornekamp, cestista canadese
- 5 dicembre - Eric Pereira, ex calciatore brasiliano
- 5 dicembre - Riccardo Ghedin, ex tennista italiano
- 5 dicembre - André-Pierre Gignac, calciatore francese
- 5 dicembre - Jürgen Gjasula, ex calciatore albanese
- 5 dicembre - Dominique Lamb, ex pallavolista statunitense
- 5 dicembre - Kyle McCarley, doppiatore statunitense
- 5 dicembre - Gianni Meersman, dirigente sportivo e ex ciclista su strada belga
- 5 dicembre - Frankie Muniz, attore statunitense
- 5 dicembre - Bárður Olsen, ex calciatore faroese
- 5 dicembre - Reuben Ross, tuffatore canadese
- 5 dicembre - Josh Smith, ex cestista statunitense
- 5 dicembre - Tom Sturridge, attore britannico
- 5 dicembre - Hiromi Suwa, ex cestista giapponese
- 5 dicembre - Latifa bint Mohammed bin Rashid Al Maktum, principessa emiratina
- 6 dicembre - Janier Acevedo, ciclista su strada colombiano
- 6 dicembre - Marvin Ávila, calciatore guatemalteco
- 6 dicembre - Dejan Blaževski, ex calciatore macedone
- 6 dicembre - Shannon Bobbitt, ex cestista statunitense
- 6 dicembre - Shane Canterbury, wrestler statunitense
- 6 dicembre - Dulce María, cantautrice, attrice e ballerina messicana
- 6 dicembre - Chutima Durongdej, modella thailandese
- 6 dicembre - Claudinei Cardoso Félix da Silva, ex calciatore brasiliano
- 6 dicembre - Fellype Gabriel, ex calciatore brasiliano
- 6 dicembre - Aristeidis Grigoriadis, ex nuotatore greco
- 6 dicembre - Max Hilaire, calciatore francese
- 6 dicembre - Adnan Hussain, calciatore emiratino
- 6 dicembre - Ania Karwan, cantante polacca
- 6 dicembre - Max Kasch, attore britannico
- 6 dicembre - Kim Hye-lim, schermitrice sudcoreana
- 6 dicembre - Joanne Love, calciatrice scozzese
- 6 dicembre - Anthony Obert, ex sciatore alpino francese
- 6 dicembre - Killian Overmeire, ex calciatore belga
- 6 dicembre - Petr Trapp, calciatore ceco
- 6 dicembre - Darius Washington, cestista statunitense
- 7 dicembre - Ryan Amoroso, ex cestista statunitense
- 7 dicembre - Alison Cerutti, giocatore di beach volley brasiliano
- 7 dicembre - Dominic Chatto, ex calciatore nigeriano
- 7 dicembre - Daniele Danesin, canottiere italiano
- 7 dicembre - Nikica Košutić, ex calciatore serbo
- 7 dicembre - Jon Moxley, wrestler statunitense
- 7 dicembre - Purav Raja, tennista indiano
- 7 dicembre - Tesfa Robinson, calciatore nevisiano
- 8 dicembre - Xavier Carter, velocista statunitense
- 8 dicembre - Josh Donaldson, giocatore di baseball statunitense
- 8 dicembre - Meagan Duhamel, ex pattinatrice artistica su ghiaccio canadese
- 8 dicembre - Dwight Howard, cestista statunitense
- 8 dicembre - Ignatas Konovalovas, ex ciclista su strada e pistard lituano
- 8 dicembre - Clementine Mukandanga, maratoneta e mezzofondista ruandese
- 8 dicembre - Oleksij Pečerov, ex cestista ucraino
- 8 dicembre - Andrei Prepeliță, allenatore di calcio e ex calciatore rumeno
- 8 dicembre - Valentin Ursache, rugbista a 15 rumeno
- 8 dicembre - Anna Ustinova, ex altista kazaka
- 9 dicembre - Ėrnesto Inarkiev, scacchista russo
- 9 dicembre - Carlos Labrada, calciatore messicano
- 9 dicembre - Crystal Matich, pallavolista statunitense
- 9 dicembre - Joshua Monty, calciatore americo-verginiano
- 9 dicembre - Ashleigh Moolman-Pasio, ciclista su strada sudafricana
- 9 dicembre - Jepi Selva, hockeista su pista spagnolo
- 9 dicembre - Paulo Tavares, ex calciatore portoghese
- 9 dicembre - Edison Luiz dos Santos, ex calciatore brasiliano
- 10 dicembre - Edward Acevedo Cruz, ex calciatore dominicano
- 10 dicembre - Charlie Adam, ex calciatore scozzese
- 10 dicembre - Sander Armée, ex ciclista su strada belga
- 10 dicembre - Ollie Bridewell, pilota motociclistico britannico († 2007)
- 10 dicembre - Bu Xiangzhi, scacchista cinese
- 10 dicembre - Vincent Bueno, cantante austriaco
- 10 dicembre - Roman Červenka, hockeista su ghiaccio ceco
- 10 dicembre - Grace Chatto, musicista e cantante britannica
- 10 dicembre - Gary Entin, attore e regista statunitense
- 10 dicembre - Matt Forté, ex giocatore di football americano statunitense
- 10 dicembre - Lê Công Vinh, ex calciatore vietnamita
- 10 dicembre - Trésor Mputu Mabi, ex calciatore della Repubblica Democratica del Congo
- 10 dicembre - Alick Maemae, calciatore salomonese
- 10 dicembre - Spyros Magkounīs, cestista greco
- 10 dicembre - Raven-Symoné, attrice, cantautrice e produttrice televisiva statunitense
- 10 dicembre - Giorgio Petrosyan, kickboxer e thaiboxer armeno
- 10 dicembre - Luca Roman, cavaliere italiano
- 10 dicembre - Richard Ruakome, ex calciatore salomonese
- 10 dicembre - Ahmed Sababti, giocatore di calcio a 5 belga
- 10 dicembre - Alp Özgür Yaşin, attore turco
- 11 dicembre - Ariclenes da Silva Ferreira, ex calciatore brasiliano
- 11 dicembre - Matteo Castaldo, canottiere italiano
- 11 dicembre - Ramón Clemente, cestista statunitense
- 11 dicembre - Valentina Corti, attrice italiana
- 11 dicembre - Andre Douglas, astronauta statunitense
- 11 dicembre - Malick Fall, nuotatore senegalese
- 11 dicembre - Melissa Gorman, ex nuotatrice australiana
- 11 dicembre - Aiko Kayō, cantante giapponese
- 11 dicembre - Yekta Kurtuluş, calciatore turco
- 11 dicembre - Papa Massé Fall, allenatore di calcio e ex calciatore guineense
- 11 dicembre - Tyrone McKenzie, giocatore di football americano statunitense
- 11 dicembre - Zach Miller, giocatore di football americano statunitense
- 11 dicembre - Matthew Mortensen, ex slittinista statunitense
- 11 dicembre - Laia Sanz, pilota motociclistica e pilota automobilistica spagnola
- 11 dicembre - Karla Souza, attrice messicana
- 11 dicembre - Ferry Stoffer, pilota motociclistico olandese
- 11 dicembre - Zdeněk Štybar, ex ciclocrossista e ex ciclista su strada ceco
- 11 dicembre - Aytaç Sulu, ex calciatore tedesco
- 11 dicembre - Jennifer Tank, ex sciatrice alpina tedesca
- 11 dicembre - Pablo Vranjicán, calciatore argentino
- 11 dicembre - Mario Gjurovski, allenatore di calcio e ex calciatore macedone
- 12 dicembre - Pat Calathes, ex cestista statunitense
- 12 dicembre - Iva Ciglar, ex cestista croata
- 12 dicembre - Sabine Devieilhe, soprano francese
- 12 dicembre - Domingos Nascimento dos Santos Filho, ex calciatore brasiliano
- 12 dicembre - Guilherme Alvim Marinato, ex calciatore brasiliano
- 12 dicembre - Hem Bunting, ex maratoneta e mezzofondista cambogiano
- 12 dicembre - Juninho Quixadá, calciatore brasiliano
- 12 dicembre - Barnabas Kirui, ex siepista e ex mezzofondista keniota
- 12 dicembre - Leandro Sales de Santana, ex calciatore brasiliano
- 12 dicembre - Issa Ndoye, allenatore di calcio e ex calciatore senegalese
- 12 dicembre - Deron Washington, ex cestista statunitense
- 12 dicembre - Giannīs Zaradoukas, ex calciatore greco
- 13 dicembre - Marina Akulova, pallavolista russa
- 13 dicembre - Nikolle Correa, pallavolista brasiliana
- 13 dicembre - Peter Eastgate, giocatore di poker danese
- 13 dicembre - Alice Goodwin, modella britannica
- 13 dicembre - Evgenij Gorodov, ex calciatore russo
- 13 dicembre - Anton Grigor'ev, ex calciatore russo
- 13 dicembre - Jonne Halttunen, copilota di rally finlandese
- 13 dicembre - Frida Hansdotter, ex sciatrice alpina svedese
- 13 dicembre - Jeon Ji-soo, ex pattinatrice di short track sudcoreana
- 13 dicembre - Laurence Leboeuf, attrice canadese
- 13 dicembre - Na Ree, modella sudcoreana
- 13 dicembre - Lexie Marie, ex attrice pornografica statunitense
- 13 dicembre - Valentina Pallavicino, doppiatrice italiana
- 13 dicembre - Daigoro Timoncini, ex lottatore italiano
- 13 dicembre - Ensi, rapper italiano
- 14 dicembre - Jakub Błaszczykowski, ex calciatore polacco
- 14 dicembre - Darío Delgado, calciatore costaricano
- 14 dicembre - Lucas Diniz, allenatore di calcio a 5 e ex giocatore di calcio a 5 brasiliano
- 14 dicembre - Evgenij Lagunov, ex nuotatore russo
- 14 dicembre - Brian Laing, ex cestista statunitense
- 14 dicembre - Syed Rahim Nabi, ex calciatore e politico indiano
- 14 dicembre - Mike Santorelli, allenatore di hockey su ghiaccio e ex hockeista su ghiaccio canadese
- 14 dicembre - Paul Stoll, cestista statunitense
- 14 dicembre - O'Brian White, ex calciatore giamaicano
- 14 dicembre - Juan Camilo Zúñiga, ex calciatore colombiano
- 15 dicembre - Milivoje Božović, cestista montenegrino
- 15 dicembre - Desmond Bryant, ex giocatore di football americano statunitense
- 15 dicembre - Qasem Burhan, ex calciatore senegalese
- 15 dicembre - Ricardo Dias Acosta, ex calciatore brasiliano
- 15 dicembre - Matthias Fahrig, ex ginnasta tedesco
- 15 dicembre - Zoe Lee, canottiera britannica
- 15 dicembre - Reiji Miyajima, fumettista giapponese
- 15 dicembre - Suleiman Omolade, ex calciatore nigeriano
- 15 dicembre - Adi Rocha, ex calciatore brasiliano
- 15 dicembre - Claudio Vargas Villalba, calciatore paraguaiano
- 15 dicembre - Pietro B. Zemelo, fumettista italiano
- 16 dicembre - Haftbefehl, rapper e produttore discografico tedesco
- 16 dicembre - Máximo Banguera, calciatore ecuadoriano
- 16 dicembre - Michal Breznaník, calciatore slovacco
- 16 dicembre - Han Sun-soo, pallavolista sudcoreano
- 16 dicembre - Kōsuke Kikuchi, ex calciatore giapponese
- 16 dicembre - Khaled Korbi, ex calciatore tunisino
- 16 dicembre - Stanislav Manolev, ex calciatore bulgaro
- 16 dicembre - James Nash, pilota automobilistico britannico
- 16 dicembre - Mario Natangelo, fumettista e giornalista italiano
- 16 dicembre - Amanda Setton, attrice statunitense
- 16 dicembre - José Shaffer, ex calciatore argentino
- 17 dicembre - Fernando Abad, giocatore di baseball dominicano
- 17 dicembre - Łukasz Broź, calciatore polacco
- 17 dicembre - Sebastian Haupt, ex skeletonista tedesco
- 17 dicembre - Darryl Jackson, cestista statunitense
- 17 dicembre - Katie Kox, attrice pornografica statunitense
- 17 dicembre - Jan Kysela, calciatore ceco
- 17 dicembre - Jeremy McKinnon, cantautore e produttore discografico statunitense
- 17 dicembre - Martín Ricca, attore e cantante pop argentino
- 17 dicembre - Jan Šeda, calciatore ceco
- 17 dicembre - Pavel Sitko, ex calciatore bielorusso
- 17 dicembre - Ibrahima Touré, ex calciatore senegalese
- 17 dicembre - Eva Weel Skram, cantante norvegese
- 17 dicembre - Katri Ylander, cantante finlandese
- 18 dicembre - Jessica Amornkuldilok, modella thailandese
- 18 dicembre - Heidi Andreasen, nuotatrice faroese
- 18 dicembre - Anna F., cantante austriaca
- 18 dicembre - Tara Conner, modella statunitense
- 18 dicembre - Nataša Galkina, modella e attrice statunitense
- 18 dicembre - Cliff Hammonds, cestista statunitense
- 18 dicembre - Julián Lalinde, ex calciatore uruguaiano
- 18 dicembre - Rail Məlikov, ex calciatore azero
- 18 dicembre - Jônatas Obina, calciatore brasiliano
- 18 dicembre - Hana Soukupová, supermodella ceca
- 18 dicembre - Saşa Yunisoğlu, ex calciatore azero
- 19 dicembre - Tumso Abdurachmanov, blogger e attivista russo
- 19 dicembre - Jocelyn Ahouéya, ex calciatore beninese
- 19 dicembre - Steven Anderson, calciatore scozzese
- 19 dicembre - Andrea Baldini, schermidore italiano
- 19 dicembre - Gary Cahill, ex calciatore inglese
- 19 dicembre - Cristina Cavalli, ex ginnasta italiana
- 19 dicembre - Nicholy Findlayson, calciatore giamaicano
- 19 dicembre - Marios Gavrilis, attore, doppiatore e conduttore radiofonico tedesco
- 19 dicembre - Carolin Golubytskyi, schermitrice tedesca
- 19 dicembre - Neil Kilkenny, calciatore inglese
- 19 dicembre - Sally Kipyego, mezzofondista e maratoneta keniota
- 19 dicembre - Ante Krapić, cestista croato
- 19 dicembre - Tadanari Lee, ex calciatore sudcoreano
- 19 dicembre - Christina Loukas, tuffatrice statunitense
- 19 dicembre - Steven McRae, ballerino australiano
- 19 dicembre - Aurélien Montaroup, ex calciatore francese
- 19 dicembre - Marek Plašil, calciatore ceco
- 19 dicembre - Bradley Pritchard, calciatore zimbabwese
- 19 dicembre - Joshua Richmond, tiratore a volo statunitense
- 19 dicembre - Hina Saleem, pakistana († 2006)
- 19 dicembre - DeMarco Sampson, giocatore di football americano statunitense
- 19 dicembre - Shalonda Solomon, velocista statunitense
- 19 dicembre - Lady Sovereign, rapper britannica
- 19 dicembre - Christian Sprenger, ex nuotatore australiano
- 19 dicembre - Tan Wangsong, ex calciatore cinese
- 19 dicembre - Hanus Thorleifsson, ex calciatore faroese
- 19 dicembre - Julien Toudic, ex calciatore francese
- 19 dicembre - Jessie Vetter, hockeista su ghiaccio statunitense
- 19 dicembre - Rafe Wolfe, ex calciatore giamaicano
- 19 dicembre - Roberto César Zardim Rodrigues, ex calciatore brasiliano
- 20 dicembre - Elizaveta Bojarskaja, attrice russa
- 20 dicembre - Efraim Diveroli, scrittore statunitense
- 20 dicembre - Dino Djiba, ex calciatore senegalese
- 20 dicembre - Maura Gancitano, scrittrice e opinionista italiana
- 20 dicembre - Guo Dan, arciera cinese
- 20 dicembre - The Haxan Cloak, compositore, musicista e produttore discografico inglese
- 20 dicembre - Joe Maloy, triatleta statunitense
- 20 dicembre - Ilijan Micanski, ex calciatore bulgaro
- 20 dicembre - Sebastian Stakset, rapper svedese
- 20 dicembre - Damiano Verri, ex cestista italiano
- 20 dicembre - Lukáš Zoubele, ex calciatore ceco
- 21 dicembre - Barack Adama, rapper francese
- 21 dicembre - Ashar Bernardus, calciatore olandese
- 21 dicembre - Kevin Hernández, calciatore honduregno
- 21 dicembre - Evgenij Klimov, ex calciatore russo
- 21 dicembre - Kevin Langford, ex cestista statunitense
- 21 dicembre - Oney Lorcan, ex wrestler statunitense
- 21 dicembre - Matthew Mbuta, ex calciatore camerunese
- 21 dicembre - Boubou Ndiaye, ex calciatore mauritano
- 21 dicembre - Dinma Odiakosa, ex cestista nigeriano
- 21 dicembre - James Stewart Jr., pilota motociclistico statunitense
- 21 dicembre - Summer Strallen, attrice, cantante e ballerina britannica
- 22 dicembre - Enis Alushi, ex calciatore kosovaro
- 22 dicembre - Jitka Bartoničková, velocista ceca
- 22 dicembre - Giorgio Tuccinardi, canottiere italiano
- 22 dicembre - Abdul Carrupt, ex calciatore svizzero
- 22 dicembre - Silvia Chimienti, politica italiana
- 22 dicembre - Edurne, cantante, attrice e conduttrice televisiva spagnola
- 22 dicembre - Carmelo Isgrò, biologo italiano
- 22 dicembre - Dmitrij Larionov, canoista russo
- 22 dicembre - Pedro Isaac Muléns, lottatore cubano
- 22 dicembre - Kae Tempest, musicista e scrittore britannico
- 23 dicembre - Arcángel, rapper e cantante statunitense
- 23 dicembre - Monika Bosilj, cestista croata
- 23 dicembre - Eleonora Carlini, fumettista e illustratrice italiana
- 23 dicembre - Abdul Diallo, ex calciatore burkinabé
- 23 dicembre - Darren England, arbitro di calcio inglese
- 23 dicembre - Damion Hyatt, calciatore giamaicano
- 23 dicembre - Dev Hynes, cantautore inglese
- 23 dicembre - Harry Judd, musicista britannico
- 23 dicembre - Danny MacAskill, ciclista britannico
- 23 dicembre - Bonez MC, rapper tedesco
- 23 dicembre - Jordan Shipley, giocatore di football americano statunitense
- 23 dicembre - Patrick Sidler, ex hockeista su ghiaccio svizzero
- 23 dicembre - Aminata Sininta, ex cestista maliana
- 23 dicembre - Felix Thorn, musicista e artista inglese
- 24 dicembre - Laura Aikman, attrice britannica
- 24 dicembre - Teresa Frassinetti, ex pallanuotista e dirigente sportiva italiana
- 24 dicembre - Seidou Idrissa, ex calciatore nigerino
- 24 dicembre - Fabiano Joseph, mezzofondista e maratoneta tanzaniano
- 24 dicembre - Manuel António Machado, ex calciatore angolano
- 24 dicembre - Marc Marshall, calciatore grenadino
- 24 dicembre - Mirna Mazić, ex cestista croata
- 24 dicembre - Anna Menon, ingegnere statunitense
- 24 dicembre - Ilenia Pastorelli, attrice italiana
- 24 dicembre - David Ragan, pilota automobilistico statunitense
- 24 dicembre - Andrew Romine, giocatore di baseball statunitense
- 24 dicembre - Christina Schwanitz, pesista tedesca
- 24 dicembre - Hugo Leonardo Silva Serejo, calciatore brasiliano
- 24 dicembre - Matthew Targett, ex nuotatore australiano
- 24 dicembre - Cai Zhi Yun, attrice taiwanese
- 24 dicembre - Natal'ja Ziganšina, ex ginnasta russa
- 25 dicembre - Dritan Abazović, politico montenegrino
- 25 dicembre - Christy Bonevacia, ex calciatore olandese
- 25 dicembre - Cristel Carrisi, conduttrice televisiva, stilista e cantautrice italiana
- 25 dicembre - Nicola Cattina, rugbista a 15 italiano
- 25 dicembre - Boubacar Diallo, ex calciatore guineano
- 25 dicembre - Francis Doe, ex calciatore liberiano
- 25 dicembre - Vincenzo Gianneo, calciatore italiano
- 25 dicembre - Lukas Klapfer, combinatista nordico austriaco
- 25 dicembre - Yoann Langlet, ex calciatore francese
- 25 dicembre - Trygve Åse Lunde, calciatore norvegese
- 25 dicembre - Martin Mathathi, mezzofondista e maratoneta keniota
- 25 dicembre - Rusev, wrestler bulgaro
- 25 dicembre - Renaldas Seibutis, ex cestista e allenatore di pallacanestro lituano
- 25 dicembre - Nathan Smith, ex biatleta canadese
- 25 dicembre - Julija Svyrydenko, politica ucraina
- 25 dicembre - Mike Tullberg, allenatore di calcio e ex calciatore danese
- 25 dicembre - Perdita Weeks, attrice britannica
- 25 dicembre - Natanael de Sousa Santos Júnior, ex calciatore brasiliano
- 26 dicembre - Martín Alund, ex tennista argentino
- 26 dicembre - Shūichi Asō, fumettista giapponese
- 26 dicembre - Gediminas Bagdonas, ex ciclista su strada e pistard lituano
- 26 dicembre - Beth Behrs, attrice statunitense
- 26 dicembre - Nicola Benedetti, pentatleta italiano
- 26 dicembre - Martin Bernburg, ex calciatore danese
- 26 dicembre - Martina Emanuel, schermitrice britannica
- 26 dicembre - Marija Jovanović, ex pallamanista montenegrina
- 26 dicembre - Kateryna Karsak, discobola ucraina
- 26 dicembre - James Keene, calciatore inglese
- 26 dicembre - Evgenij Kolesnikov, cestista russo
- 26 dicembre - Tom Leezer, ex ciclista su strada olandese
- 26 dicembre - Damir Markota, ex cestista croato
- 26 dicembre - Michael Perlak, calciatore austriaco
- 26 dicembre - Claudio Pérez, ex calciatore argentino
- 26 dicembre - Kunimitsu Sekiguchi, calciatore giapponese
- 26 dicembre - Yū Shirota, attore e cantante giapponese
- 26 dicembre - Noélie Yarigo, mezzofondista beninese
- 27 dicembre - Jérôme d'Ambrosio, dirigente sportivo e ex pilota automobilistico belga
- 27 dicembre - Logan Bailly, ex calciatore belga
- 27 dicembre - Dragan Bošković, ex calciatore montenegrino
- 27 dicembre - Aboubacar M'Baye Camara, calciatore guineano
- 27 dicembre - Jesús Centeno, cestista venezuelano
- 27 dicembre - Sara Corrales, attrice colombiana
- 27 dicembre - Halley Gross, attrice, sceneggiatrice e scrittrice statunitense
- 27 dicembre - Jessica Harmon, attrice canadese
- 27 dicembre - Salvador Hidalgo, pallavolista cubano
- 27 dicembre - Hong 10, ballerino sudcoreano
- 27 dicembre - Daiki Itō, saltatore con gli sci giapponese
- 27 dicembre - Verona van de Leur, ex ginnasta e ex attrice pornografica olandese
- 27 dicembre - Alexander Maniatis, attore sudafricano
- 27 dicembre - Telma Monteiro, judoka portoghese
- 27 dicembre - Andrejs Perepļotkins, ex calciatore lettone
- 27 dicembre - Adil Rami, ex calciatore francese
- 27 dicembre - Paul Stastny, hockeista su ghiaccio statunitense
- 27 dicembre - Cristian Villagra, ex calciatore argentino
- 28 dicembre - Dan Amboyer, attore statunitense
- 28 dicembre - Andrés Cadavid, calciatore colombiano
- 28 dicembre - Dênis, ex calciatore brasiliano
- 28 dicembre - Ursina Haller, ex snowboarder svizzera
- 28 dicembre - Kamani Hill, ex calciatore statunitense
- 28 dicembre - Ole Kristian Kråkmo, ex calciatore norvegese
- 28 dicembre - Ivan Perrillat Boiteux, ex fondista francese
- 28 dicembre - Michal Sersen, hockeista su ghiaccio slovacco
- 28 dicembre - Celeste Star, ex attrice pornografica statunitense
- 28 dicembre - Taryn Terrell, wrestler e modella statunitense
- 28 dicembre - Benoît Trémoulinas, ex calciatore francese
- 29 dicembre - Kassim Bizimana, ex calciatore burundese
- 29 dicembre - Matteo Cocco, direttore della fotografia italiano
- 29 dicembre - Licia Corradini, ex cestista italiana
- 29 dicembre - Trustin Farrugia Cann, arbitro di calcio maltese
- 29 dicembre - Tasha Humphrey, ex cestista statunitense
- 29 dicembre - Patrick Kavanagh, ex calciatore irlandese
- 29 dicembre - Nicolas Limbach, schermidore tedesco
- 29 dicembre - Tin Tokić, ex pallamanista croato
- 29 dicembre - Wang Ji-hye, attrice sudcoreana
- 30 dicembre - Lars Boom, dirigente sportivo, ex ciclista su strada e ciclocrossista olandese
- 30 dicembre - Mansour Gueye, ex calciatore senegalese
- 30 dicembre - Arnaud Huygues des Étages, calciatore francese
- 30 dicembre - Laban Korir, maratoneta keniota
- 30 dicembre - Francesco Lettieri, regista e sceneggiatore italiano
- 30 dicembre - Liam McFarlane, pattinatore di short track canadese
- 30 dicembre - Michele Skatar, ex pallamanista croato
- 30 dicembre - Krisztián Takács, nuotatore ungherese
- 30 dicembre - Andreas Ulmer, ex calciatore austriaco
- 30 dicembre - Maja Vidmar, arrampicatrice slovena
- 30 dicembre - Roman Wick, ex hockeista su ghiaccio svizzero
- 30 dicembre - Anna Wood, attrice e modella statunitense
- 31 dicembre - Erich Bergen, attore, cantante e conduttore televisivo statunitense
- 31 dicembre - Aljaksandra Herasimenja, ex nuotatrice bielorussa
- 31 dicembre - Jonathan Horton, ginnasta statunitense
- 31 dicembre - Mulota Papou Kabangu, calciatore della Repubblica Democratica del Congo
- 31 dicembre - Shay Laren, modella e ex attrice pornografica statunitense